# Caren Metschuck
Caren Metschuck (Greifswald, 27. rujna 1963.) je bivša istočnonjemačka plivačica.
Višestruka je olimpijska pobjednica u plivanju, a godine 1990. primljena je u Kuću slavnih vodenih sportova.